# Glottiphyllum longum
Glottiphyllum longum es una especie de planta suculenta perteneciente a la familia de las aizoáceas.  Es originaria de Sudáfrica.

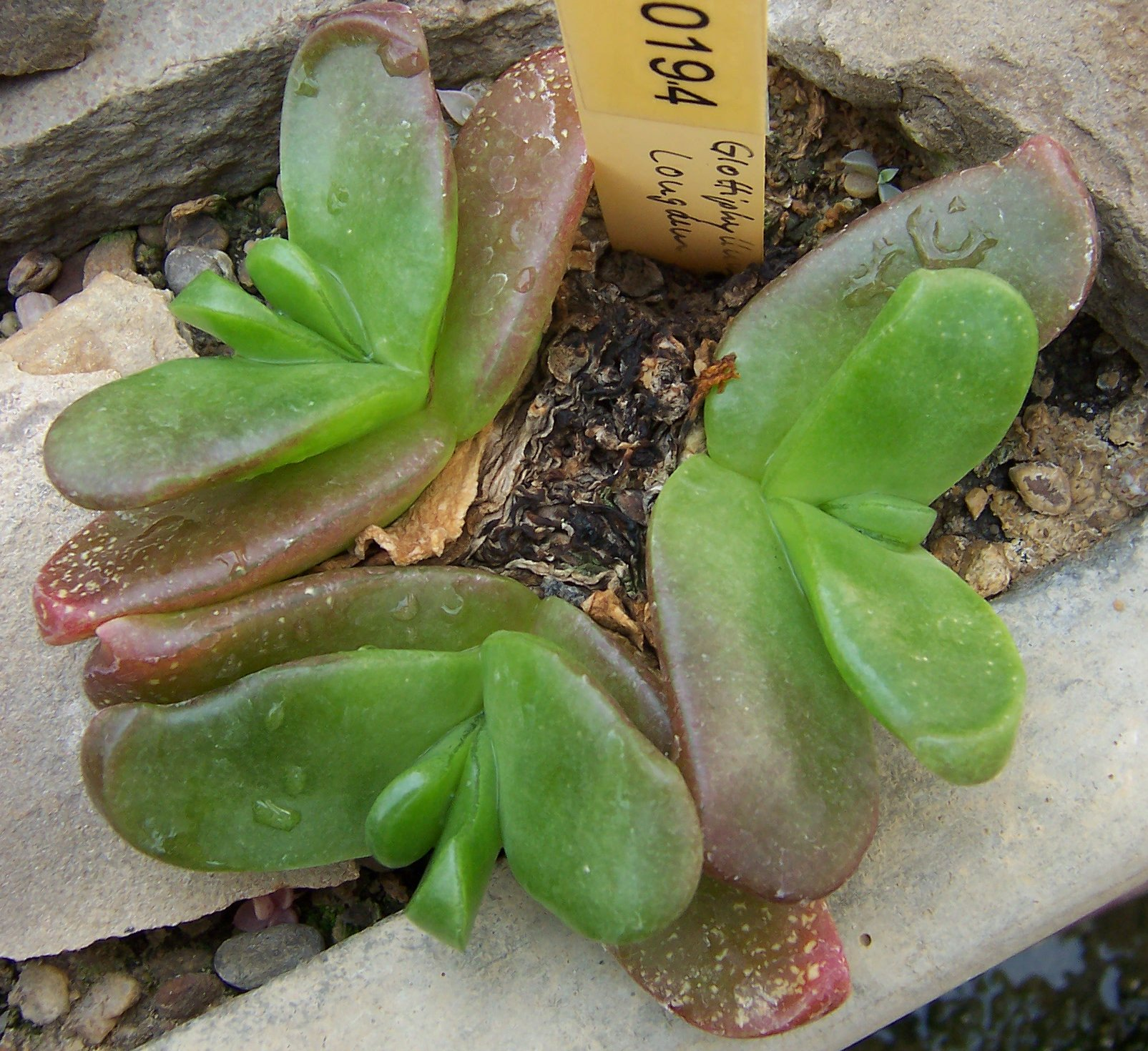
Detalle de hojas a pares

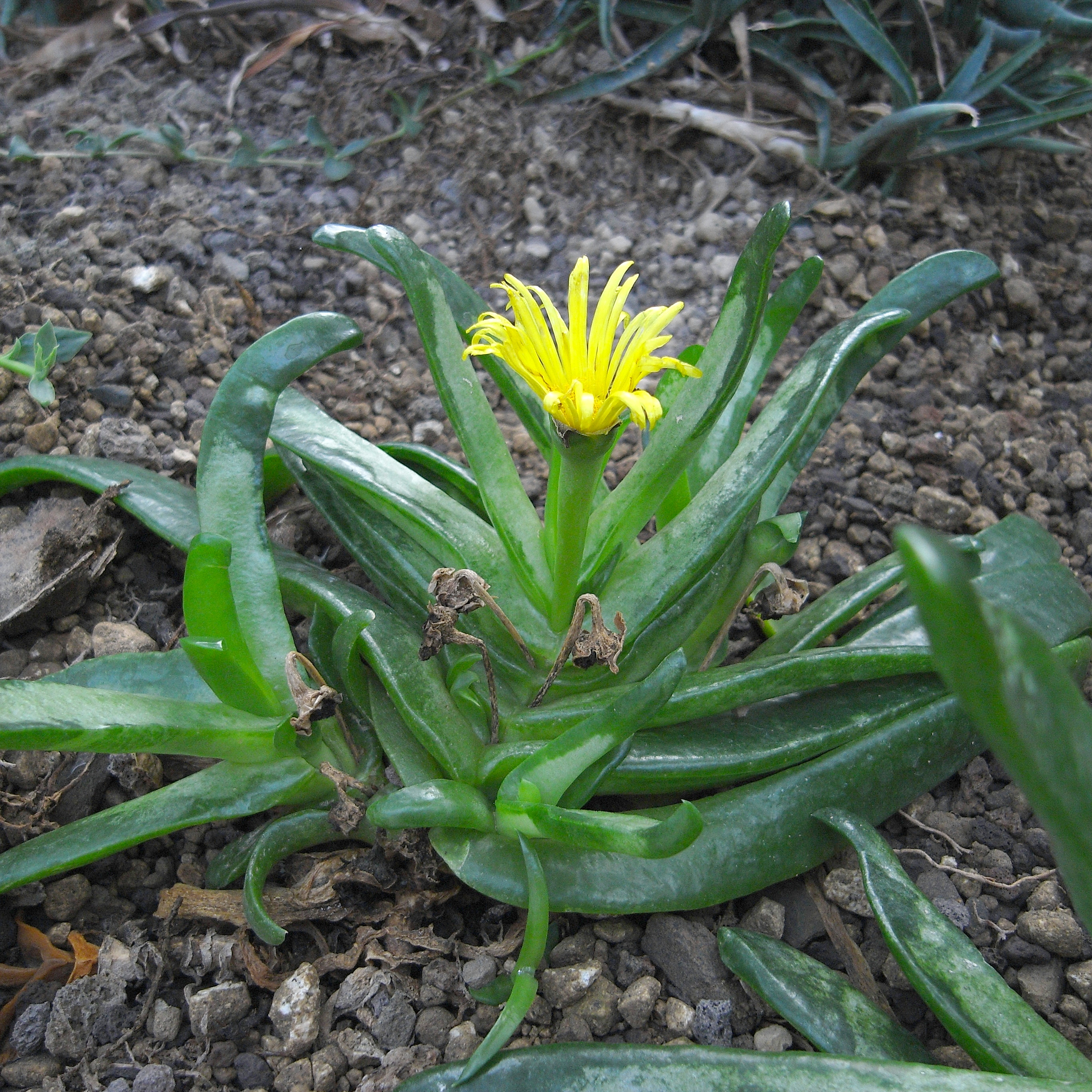
Vista de la planta

## Descripción
Es una pequeña planta suculenta perennifolia de pequeño tamaño que alcanza los 15 cm de altura a una altitud de  30 - 650  metros en Sudáfrica.

Las plantas tienen hojas gruesas y suaves, dispuestas en pares, postradas o rastreras. Tienen rizomas. Las flores son amarillas con pétalos estrechos, a veces perfumadas, de hasta 5 cm de diámetro.

## Taxonomía
Glottiphyllum longum fue descrito por (Haw.) N.E.Br. y publicado en The Gardeners' Chronicle & Agricultural Gazette 1922, Ser. III. lxxi. 9.
Etimología
Glottiphyllum: nombre genérico que proviene del griego "γλωττίς" ( glotis = lengua) y "φύλλον" (phyllos =hoja ).
longum: epíteto latino que significa "largo".
Sinonimia
- Glottiphyllum cultratum (Salm-Dyck) N.E.Br.
- Glottiphyllum davisii L.Bolus
- Glottiphyllum erectum N.E.Br.
- Glottiphyllum latum N.E.Br.
- Glottiphyllum obliquum (Willd.) N.E.Br.
- Glottiphyllum propinquum N.E.Br.
- Glottiphyllum pustulatum (Haw.) N.E.Br.
- Glottiphyllum uncatum (Haw.) N.E.Br.
- Mesembryanthemum adscendens Haw.
- Mesembryanthemum cultratum Salm-Dyck
- Mesembryanthemum latum Haw.
- Mesembryanthemum linguiforme auct.
- Mesembryanthemum longum Haw.
- Mesembryanthemum lucidum Haw.
- Mesembryanthemum medium Haw.
- Mesembryanthemum obliquum Willd.
- Mesembryanthemum pustulatum Haw.
- Mesembryanthemum uncatum (Haw.) Salm-Dyck[3][4]